# Брюс, Роберт, 2-й лорд Аннандейл
Роберт (II) де Брюс (англ. Robert de Brus; после 1120 — 1194) — англо-шотландский барон, 2-й лорд Аннандейл с 1142 года, 2-й сын Роберта (I) де Брюса, 1-го лорда Аннандейла, от брака с Агнес, основатель шотландской ветви рода Брюсов. В отличие от отца, Роберт сохранил верность шотландскому королю Давиду I в 1138 году, поэтому получил шотландские владения отца, а также некоторые из английских владений. Позже построил замок Лохмейбен типа «мотт и бейли», ставший новой столицей Аннандейла. Его имя присутствует в хартиях шотландских королей Давида I и Малькольма IV, однако во время правления Вильгельма I Льва он не имел такого влияния, а во время восстания Генриха Молодого короля против отца, в отличие от шотландского короля, принял сторону Генриха II Плантагенета.

## Происхождение
Роберт происходил из рода Брюсов, который имел нормандские корни. Родоначальником данного рода долгое время считался нормандец Роберт де Брюс, который якобы участвовал в битве при Гастингсе, после чего получил владения в Англии, но в настоящее время эта версия считается сомнительной. Первым достоверно известным предком династии сейчас считается Роберт (I) де Брюс, который происходил из Брикса (к югу от Шербура), где был союзником будущего короля Генриха I, который, получив в 1106 году английскую корону, даровал Роберту обширные владения в Йоркшире: сначала 80 поместий, которые в основном были сосредоточены в уэпентейке Кларо, а позже ещё 30 поместий около Скелтона. В дальнейшем владения ещё увеличились за счёт пожалования поместий в Харте и Хартнессе (графство Дарем). Также Роберт был хорошо знаком с будущим шотландским королём Давидом I, который, получив корону, даровал Роберту Аннандейл в Шотландии.
Роберт (I) женился на Агнес. Дагдейл считал её дочерью Фулка Пейнела, однако в настоящее время считается, что она, вероятно, была дочерью Джеффри Байнара, который до 1100 года был шерифом Йоркшира. В этом браке родилось двое сыновей: Адам I и Роберт (II).

## Ранние годы
Роберт родился не ранее 1120 года, поскольку в одном из отцовских уставов и на собственной печати он назван «юным», хотя не исключено, что данное слово применено в смысле «младший» (чтобы отличать от одноимённого отца). Согласно поздней семейной хронике, он в 1138 году участвовал в составе армии короля Шотландии Давида I в битве штандартов около Норталлертона, сохранив ему верность, в то время как отец и старший брат оказались среди сторонников английского короля. В результате проигранного сражения Роберт был взят в плен своим отцом, передавшим его английскому королю Стефану Блуаскому, который, в свою очередь, отдал его своей матери. Также в легенде указывается, что Роберт, который уже до битвы владел Аннандейлом, написал отцу, что в этом владении не растёт пшеница, поэтому ему недоступен пшеничный хлеб, после чего отец отдал ему манор Харт и Хартнесс в Дареме, где пшеница росла. Однако достоверность этой легенды достаточно сомнительна. Других известий о том, что Роберт Младший участвовал в битве штандартов, не существует. Кроме того, в легенде, похоже, смешаны 2 истории, вторая из которых на невероятных основаниях пытается объяснить, почему Хартнессом владели представители младшей ветви, а не старшей. Но возможно, что именно после битвы Роберт и получил Аннандейл, поскольку его отец выступал в ней против шотландского короля.
Роберт вместе с отцом выступал в качестве свидетелей хартии Генриха, графа Хантингдона, сына Давида I, которая была издана между 1139 и 1142 годами в шотландском Селкирке. Также имя «Роберт де Брюс» указано в качестве свидетеля ряда хартий графа Генриха и короля Давида I, изданных в 1139—1142 годах. У историков нет единого мнения, какой из двух Робертов указан в них: А. Дункан предполагал, что свидетелем выступал Роберт II, в то время как по мнению Рут Блэкели — Роберт I. Также исследовательница считает, что Роберт II мог быть одним из товарищей графа Генриха и, возможно, был передан шотландскому королю на попечение незадолго до битвы штандартов. По её мнению, Роберт I, решив поддержать короля Стефана, предостерёг от этого шага второго сына и подготовил ему возможность унаследовать шотландские владения рода.
У историков нет единого мнения, кто из Брюсов вместе с другими североанглийскими баронами в 1141 году безуспешно пытался от имени короля Давида I и императрицы Матильды (противницы Стефана Блуасского в борьбе за английский трон) уговорить каноников Дарема избрать епископом Уильяма Комина. Хотя некоторые исследователи пытались отождествить этого Роберта де Брюса с Робертом II, но, по мнению Рут Блэкели, Роберт II был ещё слишком молод, чтобы обладать подобным авторитетом: все указанные в списке бароны были достаточно зрелыми и опытными, подобным же авторитетом мог обладать только Роберт Старший. Ещё одним доказательством того, что именно Роберт I, а не его одноимённый сын, поддерживал Комина, является тот факт, что в 1143 году, когда Роберт I уже умер, Роберт II не участвовал от имени Давида I (который в это время отказался поддерживать эгоистичную политику своего канцлера) в переговорах с Комином, в отличие от остальных баронов, ранее указанных в числе сторонников епископа; место Брюса занял другой барон. Судя по всему, смерть Роберта I прекратила участие его семьи в этих делах.
Владения Роберта Старшего, умершего, вероятно, в 1142 году, в итоге были разделены между его сыновьями. Старший, Адам I, участвовавший вместе с отцом в битве штандартов в составе английской армии, получил земли в Северной Англии, в том числе и манор Скелтон, став родоначальником английской ветви Брюсов (Брюсов Скелтонских). Роберт Младший же, сохранивший верность шотландскому королю, получил от Давида I Аннандейл, а Хартнесс он держал в качестве арендатора родственников из Скелтонской линии Брюсов. Но при этом Адам де Брюс получил не все английские владения отца в Йоркшире: известно, что во время правления Генриха II Плантагенета сыну Адама, Адаму II, принадлежало в графстве 15 рыцарских фьефов, в то время как его дяде, Роберту II — 5 фьефов, однако неизвестно, какие именно. Кроме того, позже английский король Генрих II Плантагенет передал ему поместье Эденхолл в Камбрии, которое Роберт держал в качестве арендатора Брюсов Скелтонских.

## Англо-шотландский барон
Первоначально главным замком Аннандейла был Аннан. Существует рассказ о проклятии Святого Малахии: по просьбе святого Роберт в Аннане обещал помиловать вора, но на следующее утро Малахия обнаружил, что того всё-таки повесили, после чего он проклял замок. В результаре река смыла часть мотта. Вероятно, эта история относится к 1140-м годам. Позже Роберт перебрался в Лохмейбен, где построил замок типа «мотт и бейли», ставший новой столицей Аннандейла. Первое известие об этом относится, вероятно, ближе к 1150 годам, когда Роберт передал в Лохмейбене дом госпиталю Святого Петра в Йорке. Высокая стоимость строительства вероятно объясняет тот факт, что Брюс взял в займы более 237 фунтов у еврея Аарона.
Сведения о Роберте в последующий период английской и шотландской политике достаточно отрывочны. В качестве свидетеля Роберт часто упоминается в хартиях шотландского короля Давида I (в 1141—1153 годах). После смерти Давида I политическая ситуация в Северной Англии изменилась. Малькольм IV был вынужден подчиниться английскому королю Генриху II Плантагенету и уступить ему северные графства, в результате чего Хартнесс вновь стал принадлежать Англии. Таким образом Роберт, который был вассалом двух королей, оказался перед таким же выбором, как и его отец в 1138 году; и итог его был такой же: он остался верным английскому королю, пожертвовав контролем над замками Лохмейбен и Аннан, которые в 1174 году принадлежали Вильгельму I Льву, ставшему шотландским королём в 1165 году.
По скудным сохранившимся сведениям трудно понять, почему Роберт выбрал сторону английского короля. В Шотландии у него было больше владений, чем в Англии. Между 1165 и 1173 годами Вильгельм Лев издал в Лохмейбене хартию, подтверждавшей владение Роберта Аннандейлом, поскольку он и его отец владели им во время правления Давида I и Малькольма IV, однако в ней были ограничения: судебные решения по некоторым уголовным преступлениям и преступлениям против короны должен был принимать королевский суд. Также в хартии было указано, что размер владений Роберта в Аннандейле составлял 10 рыцарских фьефов — достаточно высокая для Шотландии цифра. Это самая ранняя сохранившаяся запись о подобной хартии, ибо ни в одном дарении Давида I подобное не определяется, а предполагаемые подтверждения дарений от Малькольма IV не сохранились. При этом в Англии Роберт владел всего 5 фьефами, которые хотя и располагались в Йоркшире, но, скорее всего, относились к Хартнессу. Хотя к самой йоркширской баронии Скелтон, которой владел его племянник Адам II де Брюс, он отношения не имел, но, согласно казначейским свиткам, Роберт приобрёл ещё некоторые владения в графстве. Так в 1166 году он выплатил 40 фунтов 18 шиллингов 6 пенсов за королевскую усадьбу в Пикеринге, а в 1173 году ему принадлежала земля в Тибторпе стоимостью в 11 фунтов, которая в предыдущие 6 лет принадлежала Гуго де Морвилю. Также посредством брака он находился в родстве с Вильгельмом Омальским, поддерживавшим Генриха II. В результате у него оказалось достаточно стимулов, чтобы, в отличие от других шотландских баронов, выбрать сторону английского короля, проявив солидарность с другими йоркширскими баронами, представлявшими сплочённую группу.
Судя по всему, хотя Роберт был стойким сторонником Давида I и графа Генриха, он не был тесно связан со следующим поколением шотландской династии. Имя Брюса присутствует на 11 сохранившихся хартиях Малькольма IV. 5 хартий датированы 1159 годом, когда шотландский король находился во Франции, отправляясь в Тулузу. Скорее всего, Роберт находился в многочисленной свите Малькольма IV, которая пересекла Ла-Манш, чтобы поддержать компанию Генриха II на континенте. Ещё 4 хартии, судя по всему, составлены на больших собраниях знати, поскольку на них впереди имён баронов указаны имена многочисленных церковных деятелей. Также на 1 хартии имя Роберта стоит в конце списка. На основании этого Рут Блэкели сделала вывод, что Брюс не был постоянным членом королевского двора Малькольма IV.
По своим английским владениям до 1157 года Роберт был вассалом шотландских графов Нортумберленда. Возможно, что в 1157 году он также не поддержал претензии Вильгельма Льва на графство Нортумберленд. В 1158 году он стал вассалом английского короля, что явствует из сообщений казначейских свитков за этот год, в которых шериф Нортумберленда сообщает о выплате в 4 фунта от людей Роберта (предположительно за Хартнесс). По мнению Блэкели, этот факт был причиной, по которой, с точки зрения Роберта, вторжение шотландского короля в Англию, который, как и он сам, был вассалом английского короля, было восстанием против их общего сюзерена. И, поскольку он, в отличие от 1138 года, не был членом шотландского королевского двора, его преданность в первую очередь принадлежала Генриху II.
В 1174 году Вильгельм Лев решил воспользоваться восстанием Генриха Молодого короля против отца, чтобы вернуть Нортумберленд, и вторгся в Северную Англию. Но Роберт не поддержал это вторжение, что в перспективе оказалось достаточно мудрым политическим решением. Блекели считает, что дополнительной причиной подобного решение были опасения за собственное положение в Хартнессе, где его власти угрожал епископ Дарема, имевший сильные позиции в регионе. Так уже 1174 году епископ Гуго де Пюизе имел возможность использовать побережье Хартпула, где Роберт строил порт, для своих военных целей. В июле того же года, когда шотландский король попал в плен около Алника, именно там высадился племянник епископа Генрих I, граф Бара, с армией из 400 наёмников и 50 рыцарей из Фландрии, чтобы поддержать дядю. Хотя сам епископ никогда активно не поддерживал шотландцев, его родственники из Франции, в том числе и граф Бара, активно сражались на стороне Молодого короля. Тот факт, что потенциально враждебная армия могла беспрепятственно высаживаться на землях, принадлежавших стороннику английского короля, говорит о том, насколько велико было здесь влияние епископа. Однако после известий о пленении Вильгельма Льва сам епископ оказался в затруднительном положении и приказал распустить наёмников, а рыцарей отправить в гарнизон замка Норталертон.
Хотя пленение шотландского короля и ознаменовало окончание восстания в Северной Англии и владения Роберта в Хартнессе больше не находились под угрозой, ему далеко не сразу удалось вернуть свои замки в Аннандейле, поскольку поражением Вильгельма попытались воспользоваться двое лордов в Галлоуэе; в результате восстания замок Аннан пострадал, что способствовало перемещению примерно в это же время баронской резиденции в Лохмейбен. Хотя после освобождения Вильгельм вернул себе власть в регионе (в том числе и в Аннандейле), но у него были основания сомневаться в лояльности Роберта. Чтобы обеспечить поддержку Брюсов в политически важной области, король организовал брак между своей незаконнорождённой дочерью Изабеллой и Робертом III, старшим сыном Роберта II. Брак был заключён, вероятно, в 1183 году, и Вильгельм, вероятно, желал таким образом как укрепить юго-западную границу королевства, так и предотвратить возможный союз Брюса с лордами Галлоуэя. За время правления Вильгельма Роберт засвидетельствовал всего 3 сохранившиеся королевские хартии и оказался единственным крупным шотландским магнатом, который не получил дополнительные земли в Лотиане.
Известно, что Роберт передал монастырю Гисборо, которому он покровительствовал, права на церковную власть в Аннандейле. Это решение вызвало спор с епископами Глазго Инграмом и Джоселином, но Брюсу удалось найти с ними компромисс.
Старший сын Роберта, Роберт III, был бездетным и умер при жизни отца — до 1191 года, когда шотландский король выдал овдовевшую дочь за Роберта де Роса. Поэтому наследником стал второй сын, Уильям.
Согласно казначейским свиткам, Роберт II был жив в 1193 году, но в казначейских свитках 1194 года указаны имена и Роберта, и его наследника. Поэтому он, вероятно, умер в 1194 году. Похоронен он, судя по всему, был в монастыре Гисборо.

## Брак и дети
Женой Роберта незадолго до 1152 год стала Евфемия, племянница графа Вильгельма Омальского. Не установлено, кто конкретно были её родители. По версии историка Кэтрин Китс-Роэн, её отцом мог быть Ангерран, брат Вильгельма, однако неясно, по какой причине он выбран исследовательницей среди нескольких братьев. Также Евфемия могла быть дочерью Матильды Омальской, сестры Вильгельма, которая была замужем за Жераром де Пикиньи, у которого известна сестра по имени Евфемия, в честь которой могли назвать дочь. Этот брак организовал Вильгельм Омальский, стремившийся заручиться поддержкой шотландского короля Давида I в идущей в это время в Англии гражданской войне. В качестве приданного Вильгельм выделил поместье Димлингтон, располагавшееся на юге Холдернесса. Не позже 1160 года Евфимия возвратила поместье дяде, получив взамен золотое кольцо и некоторую сумму серебра, что принесло Роберту больше пользы, чем отдалённое поместье.
В этом браке родились:
- Роберт III де Брюс (умер 21 апреля до 1191)[4][5][7].
- Уильям де Брюс (умер до 4 декабря 1214), 3-й лорд Аннандейл с 1194[4][5][7].
- Бернар де Брюс[5][7].
- Хью де Брюс, священник. В некоторых источниках он указывается сыном Роберта I, однако судя по времени жизни (он был свидетелем ряда хартий Роберта II и его сына Уильяма) скорее был сыном Роберта II[5].

Также в некоторых источниках Роберту II приписывается дочь Агата, однако она, скорее всего, была его сестрой.

### Комментарии
1. ↑  Доказательством такой идентификации Блэкели считает отсутствие в хартиях именования Роберта Младшим («le meschin»), с которым он упоминается в хартии 1136 года[6].
2. ↑  Аннандейл фактически был пограничной зоной, обеспечивая вместе с Нитсдейлом буфер между королевскими землями и Галлоуэем, который продолжал яростно цепляться за свою независимость[6]
3. ↑  Матерью Изабеллы была дочь Роберта Авенела, лорда Эксдейла[6].
4. ↑  На другой племяннице Вильгельма Омальского был женат Адам I де Брюс, рано умерший старший брат Роберта[6].